# Salvatore Argento
Salvatore Argento (Perugia, 4 aprile 1914 – Roma, 19 aprile 1987) è stato un produttore cinematografico italiano.

## Biografia
Di origini siciliane, era il figlio di Domenico Argento (1884-1918) e della nobildonna Laudomia Mosca Moschini (1886-1976)
Salvatore Argento era il padre dei registi Dario e Claudio Argento nonché lo zio del giornalista Vittorio Argento ed il nonno paterno di Asia e Fiore Argento, figlie di Dario. Produsse tutte le pellicole girate dal figlio Dario fino al 1982. Durante la sua carriera, ha prodotto anche film di registi come Sergio Corbucci e Mauro Bolognini.

## Filmografia
- Se tutte le donne del mondo... (Operazione Paradiso), regia di Henry Levin e Arduino Maiuri (1966)
- Arabella, regia di Mauro Bolognini (1967)
- Comandamenti per un gangster, regia di Alfio Caltabiano (1968)
- Probabilità zero, regia di Maurizio Lucidi (1969)
- L'uccello dalle piume di cristallo, regia di Dario Argento (1970)
- Il gatto a nove code, regia di Dario Argento (1971)
- Er più - Storia d'amore e di coltello, regia di Sergio Corbucci (1971)
- 4 mosche di velluto grigio, regia di Dario Argento (1971)
- Le cinque giornate, regia di Dario Argento (1973)
- Antoine et Sébastien, regia di Jean-Marie Périer (1974)
- Profondo rosso, regia di Dario Argento (1975)
- Carioca tigre, regia di Giuliano Carnimeo (1976)
- Suspiria, regia di Dario Argento (1977)
- Inferno, regia di Dario Argento (1980)
- Tenebre, regia di Dario Argento (1982)